# Devičany
Devičany (deutsch Prandorf, ungarisch Baka) ist eine Gemeinde im Westen der Slowakei mit 401 Einwohnern (Stand 31. Dezember 2024), die zum Okres Levice, einem Teil des Nitriansky kraj, gehört.

## Geographie
Die Gemeinde befindet sich im Hügelland Ipeľská pahorkatina (Teil des slowakischen Donauhügellands) unterhalb der nördlich gelegenen Schemnitzer Berge, am Bach Devičiansky potok im Einzugsgebiet der Sikenica. Das Ortszentrum liegt auf einer Höhe von 296 m n.m. und ist 16 Kilometer von Levice entfernt. 
Nachbargemeinden sind Pukanec im Norden, Bohunice im Osten, Jabloňovce im Südosten, Bátovce und Drženice im Süden, Nová Dedina im Südwesten, Čajkov im Westen und Tekovská Breznica im Nordwesten.

## Geschichte
Die heutige Gemeinde entstand 1951 durch den Zusammenschluss der bis dahin selbstständigen Orte Dolné Devičany (bis 1948 „Dolný Prandorf“; deutsch Unterprandorf, ungarisch Alsóbaka – bis 1892 Alsótótbaka) und Horné Devičany (bis 1948 „Horný Prandorf“; deutsch Oberprandorf, ungarisch Felsőbaka – bis 1892 Felsőtótbaka), die bis heute die zwei Katastralgemeinden der Gemeinde bilden.
Der Ort wurde zum ersten Mal 1075 in einer Urkunde der Abtei Hronský Beňadik als Baka schriftlich erwähnt. Die Haupteinnahmequelle war seit dem Anfang Landwirtschaft, es gab aber jahrhundertelang bis etwa 1775 eine Bergbautradition, mit Förderung von Gold- und Silbererzen. 
Wahrscheinlich um die Mitte des 16. Jahrhunderts erhielt das Dorf den Namen Prandorf und wurde später in Ober- und Unterprandorf geteilt.
Bis 1918 gehörten die im Komitat Hont liegenden Orte zum Königreich Ungarn und kamen danach zur Tschechoslowakei beziehungsweise heute Slowakei.

## Bevölkerung
| Jahr                | 1994 | 2004     | 2014    | 2024    |
| ------------------- | ---- | -------- | ------- | ------- |
| Anzahl der Personen | 431  | 382      | 388     | 401     |
| Unterschied         |      | −11,36 % | +1,57 % | +3,35 % |

| Jahr                | 2023 | 2024    |
| ------------------- | ---- | ------- |
| Anzahl der Personen | 400  | 401     |
| Unterschied         |      | +0,25 % |

Nach der Volkszählung 2011 wohnten in Devičany 393 Einwohner, davon 379 Slowaken und ein Tscheche. 13 Einwohner machten keine Angabe zur Ethnie. 
251 Einwohner bekannten sich zur Evangelischen Kirche A. B., 71 Einwohner zur römisch-katholischen Kirche und ein Einwohner zur orthodoxen Kirche. 45 Einwohner waren konfessionslos und bei 25 Einwohnern wurde die Konfession nicht ermittelt.

## Bauwerke
- evangelische Kirche im barock-klassizistischen Stil aus dem Jahr 1776